# Наративна породична терапија
Наративна породична терапија је терапеутски приступ који сматра да индивидуални поглед на себе, који се развија у оквиру породичних интеракција, може бити сужен или ограничен, што доводи до одређених доминатно изражених проблема у животу. Циљ јој је да појединац прошири сопствен поглед на себе и породицу, увиди више алтернатива и преузме контролу над сопственим животом и проблемима.